# Југ Радивојевић
Југ Радивојевић (Београд, 1. март 1972) српски је позоришни и филмски режисер.

## Биографија
У његовој породици сви су се бавили позориштем: отац Радослав је редитељ, мајка Љиљана и сестра Ана глумица. Са два месеца живота је прешао у Врање, где је и одрастао. Ту је почео са својом каријером у позоришту „Бора Станковић“. Аматерску каријеру је наставио у Дадову, а прву професионалну представу „Виктор“ је урадио 1994. године.
Дипломирао је режију на Факултету драмских уметности у Београду у класи Светозара Рапаића, где и ради као асистент на катедри за глуму. Режирао је у више од двадесет позоришта широм Србије. За своја редитељска остварења добио је бројне награде.
У октобру 2019. именован је за директора Београдског драмског позоришта.

## Филмографија
| Година    | Филм            |
| --------- | --------------- |
| 2007–2008 | Љубав и мржња   |
| 2006–2007 | Агенција за СИС |
| 2017      | Врати се Зоне   |

## Театрографија
- Разбојници, 29.02.1992, Београд, Југословенско драмско позориште[2]
- Укроћена горопад, 14.12.1993, Београд, Народно позориште[2]
- Виктор, 03.05.1994, Београд, Позориште „Бошко Буха” Београд[2]
- Робин Худ, 09.04.1995, Београд, Позориште Пуж[2]
- Пуцњи на Теразијама, 05.05.1996, Београд, Позориште на Теразијама[2]
- Луди од љубави, 12.06.1996, Приштина, Народно позориште - Српска драма[2]
- Голубњача, 28.02.1997, Приштина, Народно позориште - Српска драма[2]
- Маму му, ко је први почео, 20.06.1997, Ниш, Народно позориште у Нишу[2]
- Сабирни центар, 10.10.1997, Приштина, Народно позориште - Српска драма[2]
- Сама у кући, 02.11.1997, Врање, Позориште 'Бора Станковић'[2]
- Пропаст света на Велигдан, 28.11.1997, Врање, Позориште 'Бора Станковић'[2]
- Семе 10, 27.03.1998, Врање, Позориште 'Бора Станковић'[2]
- Пред новим животом, 15.02.1999, Врање, Позориште 'Бора Станковић'[2]
- Коштана, 22.06.2000, Београд, Југословенско драмско позориште[2]
- Девојка цара надмудрила, 27.04.2001, Београд, Позориште Лутака 'Пинокио'[2]
- Миладинова чаробна лампа, 14.10.2001, Београд, Позориште 'Пуж'[2]
- Гоље, 29.10.2001, Београд, Позориште на Теразијама[2]
- Ивица и Марица и опака старица, 18.01.2002, Београд, Позориште Лутака 'Пинокио'[2]
- Код Вечите славине, 01.03.2002, Крагујевац, Књажевско-српски театар[2]
- Крваве свадбе, 19.10.2002, Зрењанин, Народно позориште „Тоша Јовановић”[2]
- Коштана, 03.12.2002, Шабац, Шабачко позориште[2]
- Црвенкапа, 20.12.2002, Београд, Позориште Лутака 'Пинокио'[2]
- Кривово, 17.01.2003, Врање, Позориште 'Бора Станковић'[2]
- Ташана, 04.03.2003, Зајечар, Народно позориште Тимочке крајине - Центар за културу Зоран Радмиловић[2]
- Лепотица и звер, 28.03.2003, Крагујевац, Позориште за децу[2]
- Живот је све што те снађе, 05.04.2003, Крагујевац, Књажевско-српски театар[2]
- Поп Ћира и поп Спира, 10.10.2003, Београд, Позориште на Теразијама[2]
- Гола Вера, 17.12.2003, Крагујевац, Књажевско-српски театар[2]
- Голи краљ, 27.03.2004, Београд, Позориште 'Бошко Буха'[2]
- Згази ме, 28.04.2004, Београд, Позориште 'Славија'[2]
- Бајка о чешљу и виолини, 15.06.2004, Београд, Позориште Лутака 'Пинокио'[2]
- Реквијем, 16.10.2004, Крагујевац, Књажевско-српски театар[2]
- Краљевић Марко, 09.03.2005, Приштина, Народно позориште - Српска драма[2]
- Инстант сексуално васпитање, 08.04.2005, Нови Сад, Позориште младих[2]
- Бура, 16.04.2005, Шабац, Шабачко позориште[2]
- Дон Жуан, 07.10.2005, Лесковац, Народно позориште[2]
- Спусти се на земљу, 19.01.2006, Београд, Позориште на Теразијама[2]
- Газда Младен, 30.01.2006, Врање, Позориште 'Бора Станковић'[2]
- Лажа и паралажа, 25.03.2006, Београд, Народно позориште[2]
- Камен за под главу, 15.10.2006, Зајечар, Народно позориште Тимочке крајине - Центар за културу Зоран Радмиловић[2]
- Ратко и Јулијана, 25.11.2006, Лесковац, Народно позориште[2]
- Крчмарица Мирандолина, 25.02.2007, Београд, Позориште 'Бошко Буха'[2]
- Инстант сексуално васпитање, 16.03.2008, Београд, Позориште 'Бошко Буха'[2]
- Ожалошћена породица, 02.11.2008, Београд, Мадленијанум[2]
- Крваве свадбе, 30.11.2008, Врање, Позориште 'Бора Станковић'[2]
- Протуве пију чај, 30.01.2009, Шабац, Шабачко позориште[2]
- Игра у тами, 20.02.2010, Београд, Позориште 'Бошко Буха'[2]
- Мандрагола, 22.10.2010, Лесковац, Народно позориште[2]
- Пут око света, 30.10.2010, Крушевац, Крушевачко позориште[2]
- Продуценти, 26.02.2011, Београд, Позориште на Теразијама[2]
- Јовча, 01.10.2011, Шабац, Шабачко позориште[2]
- Свирано де Бержерак, 20.04.2012, Београд, Позориште 'Пуж'[2]
- Иза кулиса, 09.05.2012, Београд, Позориште 'Бошко Буха'[2]
- Женски оркестар, 03.11.2012, Београд, Народно позориште[2]
- Константин, 27.02.2013, Београд, Народно позориште[2]
- Дама с камелијама, 01.10.2013, Београд, Народно позориште[2]
- Ана Карењина, 26.04.2014, Београд, Мадленијанум[2]
- Каинов ожиљак, 01.02.2015, Шабац, Шабачко позориште[2]
- Мама Миа, 27.03.2015, Београд, Позориште на Теразијама[2]
- Марија Стјуарт, 02.12.2015, Београд, Народно позориште[2]
- Фантом из Опере, 07.10.2017, Београд, Позориште на Теразијама[2]
- Миладинова чаробна лампа, 21.10.2018, Београд, Позориште 'Пуж'[2]
- Светозар, 24.11.2018, Нови Сад, Српско народно позориште[2]
- Долце вита, 07.12.2018, Београд, Мадленијанум[2]
- Сумњиво лице, 23.02.2019, Кикинда, Народно позориште[2]
- Сумња, 20.04.2019, Краљево, Краљевачко позориште[2]
- Кнегиња од Фоли Бержера, 14.05.2019, Ниш, Народно позориште[2]
- Коштана, 14.06.2019, Београд, Народно позориште[2]
- Срце у јунака Краљевића Марка, 23.10.2019, Београд, Мало позориште 'Душко Радовић'[2]
- Позориште у паланци, 29.11.2019, Лесковац, Народно позориште[2]
- Са друге стране јастука, 09.10.2020, Београд, Позориште на Теразијама[2]
- Трамвај звани жеља, 05.03.2021, Сомбор, Народно позориште у Сомбору[2]
- Деобе, 16.03.2021, Нови Сад, Српско народно позориште[2]
- Мачор у чизмама, 16.05.2021, Београд, Позориште 'Бошко Буха'[2]